# 奧斯卡·希爾
奧斯卡·希爾·雷加尼奥（西班牙語：Óscar Gil Regaño；1998年4月26日—），西班牙足球運動員，現效力比利時職業聯賽球會旧海弗莱鲁汶，司職右後衛。

## 俱樂部生涯
希爾1998年4月26日出生於西班牙阿利坎特。2018-19賽季在國王杯與科爾多瓦的比賽中代表埃爾切完成首秀。上賽季他代表埃爾切正式比賽出場37次。
西班牙人官方宣佈，球隊簽下希爾。西班牙人為其支付了50萬歐元的違約金。

## 外部連結
- 奧斯卡·希爾在BDFutbol中的档案
- Soccerway資料庫：奧斯卡·希爾